# Вайсборт, Дэниел
Дэ́ниел Ва́йсборт (также Уайссборд и Уайссборт англ. Daniel Weissbort; 1 мая 1935, Лондон, Великобритания — 18 ноября 2013) — английский поэт, переводчик, филолог и редактор. Муж филолога Валентины Полухиной.

## Биография
Родился в семье польских евреев, в начале 1930-х годов перебравшихся в Англию из Бельгии; по словам Вайсборта, дома родители говорили по-французски, на языке своего знакомства, но сам он жаждал быть англичанином и всегда отвечал им по-английски. Окончил Куинз-колледж Кембриджского университета, где сдружился с Тедом Хьюзом. В дальнейшем Вайсборта и Хьюза связывали годы сотрудничества: в 1965 году они, в частности, вместе основали журнал Modern Poetry in Translation, который Вайсборт возглавлял до 2003 года. Хьюзу посвящена книга стихов Вайсборта «Письма к Теду» (англ. Letters to Ted; 2002), в 2008 году он составил и подготовил к печати сборник избранных переводов Хьюза.
Перевёл сборники избранных стихотворений Николая Заболоцкого (1999), Инны Лиснянской (2005), Регины Дериевой (2009) и Натальи Горбаневской (2011). Работал над переводами стихов Иосифа Бродского, опубликовал монографию о проблемах перевода Бродского на английский язык «С русского с любовью» (англ. From Russian with Love: Joseph Brodsky in English; 2004). Составил антологию «Послевоенная русская поэзия» (англ. Post-War Russian Poetry; 1975).
Кроме того, Вайсборту принадлежат английские переводы таких современных русских поэтов, как Юнна Мориц, Белла Верникова, Мария Галина, Ирина Ермакова, Галина Зеленина, Ольга Зондберг, Елена Игнатова, Ирина Ковалёва, Света Литвак, Ксения Маренникова, Яна Токарева, Татьяна Щербина, — многие из них в антологии «Современные русские поэтессы» (англ. An anthology of contemporary Russian women poets; 2005), составленной им вместе с Полухиной. Эти переводы высоко оценены, например, самой Лиснянской, назвавшей Вайсборта «замечательным переводчиком».
Вайсборт занимался также переводами с других языков. Он составитель антологии «Поэзия выживания: Послевоенные поэты Центральной и Восточной Европы» (англ. The Poetry of Survival: Post-War Poets of Central and Eastern Europe; 1992). В 1980 году Вайсборт перевёл роман Патрика Модиано «Улица Тёмных Лавок» (отдельное издание под названием англ. Missing Person; 2004).
В 2006 году составил совместно с Аустраудюром Эйстейнссоном антологию «Перевод: Теория и практика» (англ. Translation: Theory and Practice).